# Sigalapang Julu
Sigalapang Julu is een bestuurslaag in het regentschap Mandailing Natal van de provincie Noord-Sumatra, Indonesië. Sigalapang Julu telt 1340 inwoners (volkstelling 2010).